# Dendrobium subradiatum
Dendrobium subradiatum är en orkidéart som beskrevs av Johannes Jacobus Smith. Dendrobium subradiatum ingår i släktet Dendrobium, och familjen orkidéer. Inga underarter finns listade i Catalogue of Life.